# Нани
Луиш Карлош Алмейда да Куня или просто Нани (на португалски: Luís Carlos Almeida da Cunha) e бивш португалски футболист, роден на 17 ноември 1986 г. в Прая, Кабо Верде.

## Кариера

### Спортинг Лисабон
Нани започва футболната си кариера в академията на Спортинг Лисабон. Дебютира в първия отбор като 18-годишен в началото на сезон 2005/06.

### Манчестър Юнайтед
Нани преминава в Манчестър Юнайтед на 1 юли 2007 г. от Спортинг Лисабон за 25,5 млн. евро. Дебютира за клуба на 5 август 2007 г. в мача за Къмюнити Шийлд срещу Челси. Превръща се в интегрална част от отбора. В дебютния си сезон печели Висшата лига и Шампионската лига. В началото на кариерата му играта му е белязана от непостоянство. Най-силният му сезон е 2010/11, когато печели Висшата лига и наградата Играч на годината. През 2011 г. е номиниран за Златната топка на ФИФА. Контузия, довела до отсъствието му от терена в продължение на пет седмици, проваля сезона му. Нани се връща в игра малко преди Евро 2012. През сезон 2012/13 изиграва по-малко от половината мачове на отбора поради контузия.
Играе и по двете крила.
В мач от елиминациите на Шампионска лига през сезон 2012/13 срещу Реал Мадрид получава червен картон.
През септември 2013 г. Нани подписва нов петгодишен договор с Манчестър Юнайтед.
Той подсказва още в първия си сезон на Олд Трафорд защо някои го сравняват с Кристиано Роналдо, показвайки завидна скорост и вкарвайки няколко атрактивни попадения.
Роденият в Кабо Верде дори попада в класациите на Професионалната футболна асоциация за Играч на годината в сезон 2007/08.
„Нани е страхотен футболист и страхотно момче, винаги се раздава на тренировките и притежава голямо сърце.“ – казва за него съотборникът му в португалския национален отбор до 21 г. Рикардо Ваз Те. „Получил е подарък от Господ, и това очевидно е неговият талант.“
Олд Трафорд стана свидетел на прословутото му салто след гол за първи път през август 2007 г., когато Нани вкара първия си гол с червения екип срещу Тотнъм, и феновете на Юнайтед ще очакват да видят още много такива салта през следващите сезони.
Дебютът му в големия футбол е за отбора на Спортинг Лисабон на 18-годишна възраст, като след него той взима участие в 29 мача и вкарва пет гола за сезон 2006/07. Бележи гол още в дебюта си за националния отбор на Португалия, срещу Дания през септември 2006, и е неделима част от отбора за Евро 2008 в Австрия и Швейцария.
Португалският помощник-треньор Пауло Соуса смята че Нани ще направи успешна кариера в Англия: „Нани е много експлозивен, много здрав физически и е много бърз.“ – казва Соуса. „Мисля че през следващите пет или десет години, той и Кристиано Роналдо ще са най-добрите играчи в света.“
Преминаването му на Олд Трафорд несъмнено става факт благодарение на бившия асистент-мениджър Карлош Кейрош (тогава старши треньор на Португалия). Кейрош е помогнал много за адаптирането на Роналдо и подобряването на играта му, и въпреки че първия сезон на Нани не би се запомнил с нещо особено, бившият асистент на Сър Алекс също изрази подкрепата си за младия португалец.
Роналдо също обеща да помогне на Нани: „Наистина се надявам да постигне моите успехи, дори повече, защото той определено има способности да го направи.“ – казва Кристиано Роналдо. „Той пристигна в точния клуб, където може по най-добрия начин да израсне като футболист, и като личност.“

### Национален отбор
Нани отбелязва гол в първия си мач за националния отбор на Португалия срещу Дания през 2006 година.
През 2016 г. помага на Португалия да спечели европейското първенство.
Към 5 април 2024 г. има изиграни 112 мача за Португалия, в които е отбелязал 24 гола:
| Национален отбор | Година | Мачове | Голове |
| ---------------- | ------ | ------ | ------ |
| Португалия       | 2006   | 4      | 1      |
| Португалия       | 2007   | 7      | 1      |
| Португалия       | 2008   | 11     | 3      |
| Португалия       | 2009   | 11     | 1      |
| Португалия       | 2010   | 7      | 3      |
| Португалия       | 2011   | 10     | 3      |
| Португалия       | 2012   | 14     | 1      |
| Португалия       | 2013   | 8      | 1      |
| Португалия       | 2014   | 11     | 1      |
| Португалия       | 2015   | 9      | 2      |
| Португалия       | 2016   | 14     | 6      |
| Португалия       | 2017   | 6      | 1      |
| Total            | Total  | 112    | 24     |

## Отличия

### С Манчестър Юнайтед
- Висша лига – четири пъти (2007/08, 2008/09, 2010/11, 2012/13)
- Купа на лигата – два пъти[6]
- Шампионска лига – 2008[6]
- Световно клубно първенство на ФИФА – един път